# Гордон, Яков Ефимович
Я́ков Ефи́мович Гордон (родился 9 марта 1912, Новгород-Северский, ныне Черниговская область — май 1978) — советский астроном.

## Биография
Родился в семье конторского служащего.
В 1938 году окончил геодезический факультет Харьковского инженерно-строительного института и поступил в аспирантуру Академии наук СССР при Пулковской обсерватории.
С июня 1941 по ноябрь 1946 года служил в Советской армии, после войны был комендантом в немецком городе Свинемюнде.
В январе 1947 года начал работать в Пулковской обсерватории в должности младшего научного сотрудника. В 1950 году защитил диссертацию на соискание учёной степени кандидата физико-математических наук.
В 1951 году назначен на должность Заведующего Николаевским отделением ГАО АН СССР.

## Научные работы
- 1957 — Гордон Я. Е. О работах Николаевского отделения ГАО АН СССР в 1953—1955 гг. — В кн.:Тр.12-й астрометр.конференции СССР. с.58-59.
- 1959 — Гордон Я. Е. Таисия Семеновна Семенова (некролог). — Астрономический циркуляр, 1959, № 200, с.28
- 1960 — Божко И. И. и Гордон Я. Е. Исследование цапф Николаевского меридианного круга. — Изв. ГАО в Пулкове, № 166, с.81- 89.
- 1960 — Гордон Я. Е. Об астрометрических работах Николаевского отделения ГАО за период с 1 января 1956 г. по 30 апреля 1958 г.- В кн.:Тр. 14-й астрометр.конф. СССР, М. -Л.: Из-во АН СССР, с.41-43.
- 1962 — Гордон Я. Е., Горель Л. Ф., Дзюба И. П. Наблюдения Луны и больших планет на меридианном круге в Николаеве. — Изв. ГАО в Пулкове, т.23, № 1, с.74-76.
- 1963 — Гордон Я. Е. Об астрометрических работах Николаевского отделения ГАО за 1958—1960 гг. — В кн.: Тр.15-й Астрометрич.конф. СССР, Пулково, 13-17 дек, 1960 г., М.-Л.: Изд-во АН СССР, с.41-43.
- 1964 — Гордон Я. Е., Горель Л. Ф., Дзюба И. П. Наблюдения Солнца, Луны и больших планет на меридианном круге в Николаеве. — Изв. ГАО в Пулкове, т.23, № 4, с.91-96.
- 1965 — Гордон Я. Е., Горель Л. Ф. Наблюдения звезд AGK3R на меридианном круге Репсольда в Николаеве. — Изв. ГАО в Пулкове, т.22, вып.6, № 176, с.74-79
- 1965 — Гордон Я. Е. Николаевское отделение ГАО АН СССР (к 50-летию со дня основания).-Изв. ГАО в Пулкове, т.22, вып.6, № 176, с.59-61
- 1966 — Гордон Я. Е., Горель Г. К., Горель Л. Ф. Результаты наблюдений Солнца, Луны и больших планет на меридианном круге в Николаеве в 1962—1963 гг. — Тр. ГАО в Пулкове, т.76, с.54-65.
- 1966 — Гордон Я. Е. Леонид Иванович Семёнов. Некролог. — Тр. ГАО в Пулкове, т.74, с.5-6.
- 1966 — Гордон Я. Е., Горель Л. Ф., Дзюба И. П.,Калинина О. К. Каталог прямых восхождений и склонений звезд AGK3R, составленный в Николаеве по наблюдениям на меридианном круге.- Тр. ГАО в Пулкове, т.75, с.96-254.
- 1980 — Гордон Я. Е., Горель Л. Ф., Хруцкая Е. В. Наблюдения Луны и верхних планет, полученные в Николаеве в 1969—1972 гг. — Деп. в ВИНИТИ 21.08.80 № 3779-80 42 с.
- 1982 — Гордон Я. Е., Горель Л. Ф., Хруцкая Е. В. Каталог прямых восхождений 586 звезд ФКС3 в зоне склонений +90°ё-20°. — Деп. в ВИНИТИ № 1168-82.
- 1982 — Гордон Я. Е., Горель Л. Ф., Хруцкая Е. В. Прямые восхождения больших планет и Луны, полученные в Николаеве в период 1975-76 гг. — Деп.в ВИНИТИ № 133-83.
- 1982 — Гордон Я. Е., Горель Л. Ф., Хруцкая Е. В. Каталог зодиакальных звёзд. Ч.1., 230 с.- Деп. в ВИНИТИ № 6368-82.
- 1982 — Гордон Я. Е., Горель Л. Ф., Хруцкая Е. В. Каталог зодиакальных звёзд. Ч.2, 212 с — Деп. в ВИНИТИ № 6369-82.